# Petra Tschörtner

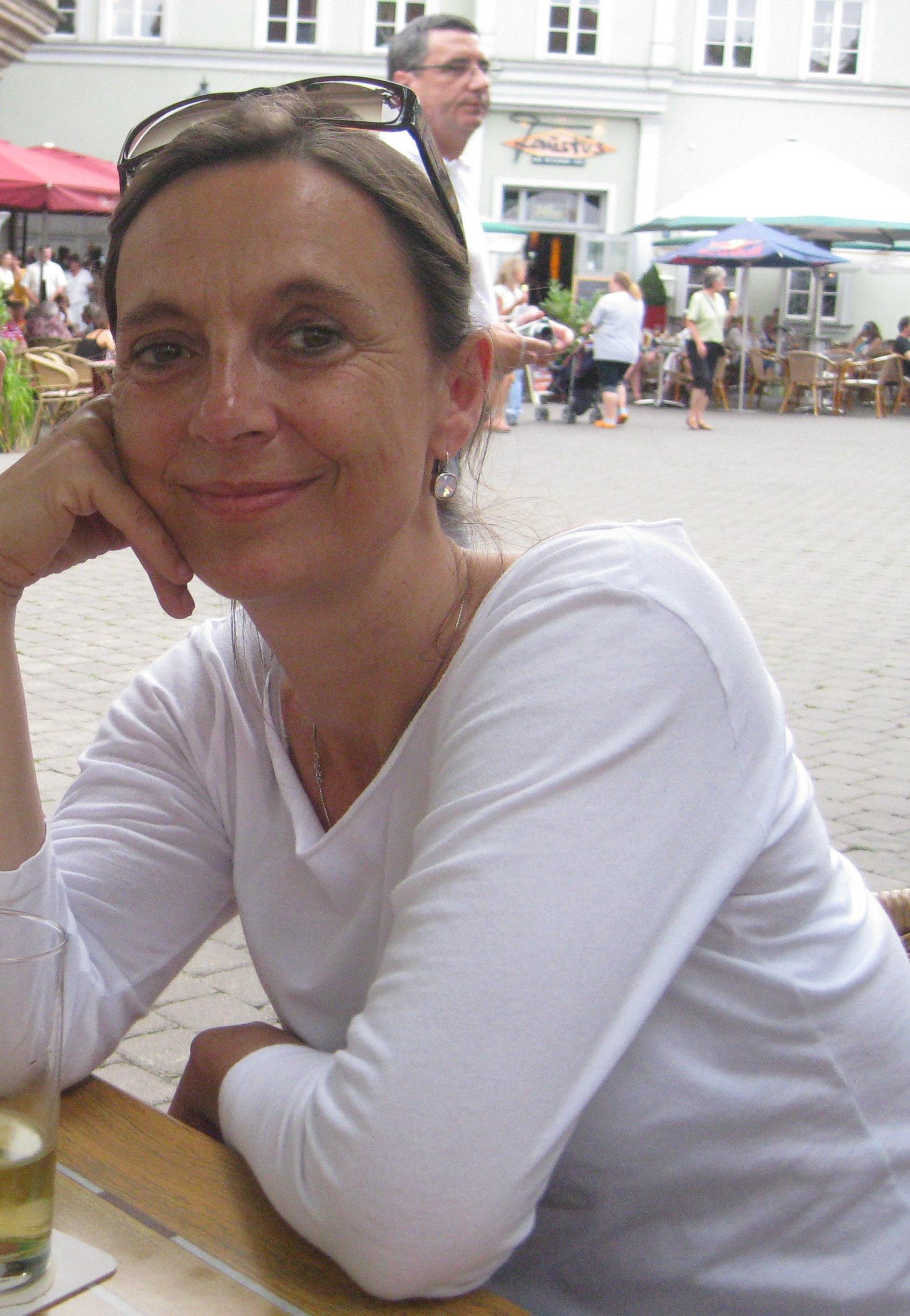
Petra Tschörtner (2009)

Petra Tschörtner (* 6. Mai 1958 in Potsdam-Babelsberg; † 25. Juli 2012 in Berlin) war eine deutsche Dokumentarfilm-Regisseurin.

## Leben
Petra Tschörtner, die Tochter von Heinz Dieter Tschörtner, war schon als Kind im Pionierfilmstudio in Babelsberg tätig. Nach dem Abitur 1976 arbeitete sie beim VEB Deutsche Schallplatten. Anschließend folgte ein Volontariat im DEFA-Studio für Spielfilme, wo sie Angelika Andrees kennenlernte. Bei Andrees war sie Regie-Assistentin für den Dokumentarfilm Heim (1978), der ursprünglich als Vorfilm für Roland Gräfs P.S. gedacht war. Aufgrund der Erzählungen der Kinder, die von Eltern geschlagen wurden oder ihnen beim Trinken zusahen, wurde er jedoch von staatlichen Organen nicht zugelassen und fand erst 1990 bei den Kurzfilmtagen in Oberhausen seine Aufführung.
1980 wurde ihre Tochter Lilly Marie Tschörtner geboren.
In ihrem Diplomfilm Hinter den Fenstern (1983) befragte sie drei junge Paare eines Potsdamer Neubaublocks und dokumentierte damit den ernüchterten Blick auf das junge Eheleben. Ein Kritiker sagte: „Durch die aufgeschlossene Position der Filmemacherin zu ihren Gesprächspartnern ergeben sich immer wieder überraschende Einblicke in das Selbstverständnis durchschnittlicher DDR-Mentalität.“ Der Film erhielt 1983 in Oberhausen einen der Hauptpreise.
Schon in frühen Jahren überraschte die zart wirkende Tschörtner durch ihre Themenauswahl und ihre eigene Art der Dokumentation. Sie zeigte in ihren Filmen immer wieder das ganz normale Leben, den Alltag ganz normaler Menschen. Oft beschäftigte sie sich Wochen vorher mit den Protagonisten und ihren Leben, in vertrauten Gesprächen, noch bevor die Kamera angemacht wurde.
Ende der 1980er zählte sie neben Helke Misselwitz und Thomas Heise zu den großen Hoffnungen des ostdeutschen Dokumentarfilms.
Im Mai und Juni 1990 dokumentierte sie in Berlin – Prenzlauer Berg das Leben in ihrem Kiez in Zeiten des Wandels. Mittlerweile gibt es den Film auch auf DVD. 1993 folgte mit Marmor, Stein und Eisen eine Reise in die Vergangenheit, zu ihren einstigen Kommilitonen der Babelsberger Filmhochschule und den Wendungen ihres Lebens.
1991, 1995/96 und 2010/11 kehrte sie für Lehraufträge an die Hochschule für Film und Fernsehen „Konrad Wolf“ zurück, unter anderem als Gastprofessorin für Dokumentarfilm.
In ihren letzten Jahren arbeitete sie vorwiegend als Regieassistentin für Fernsehspiele und Serien und schrieb an eigenen Drehbuchideen. Sie arbeitete regelmäßig mit Peter Kahane zusammen. Bis zu ihrem Tod lebte sie in Berlin und erlag im Juli 2012 nach langem Kampf dem Darmkrebs.

## Galerie

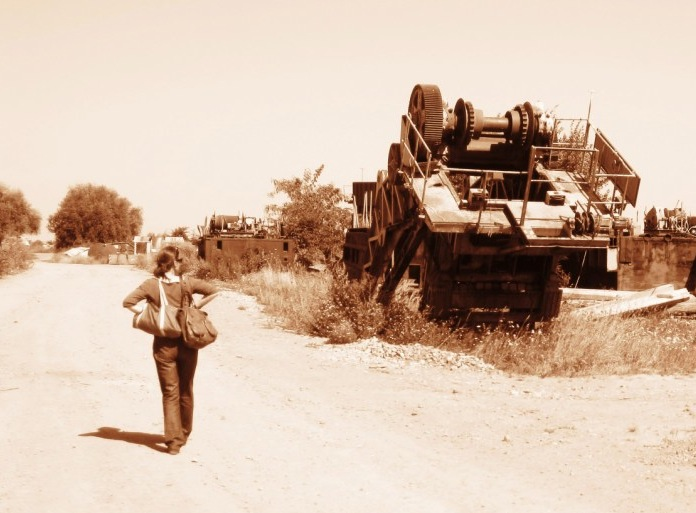
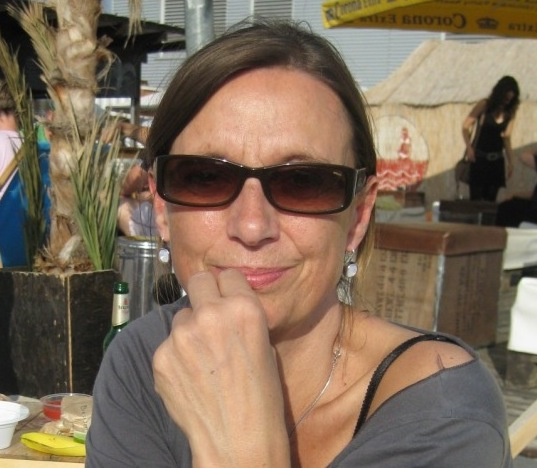
Petra Tschörtner 2009
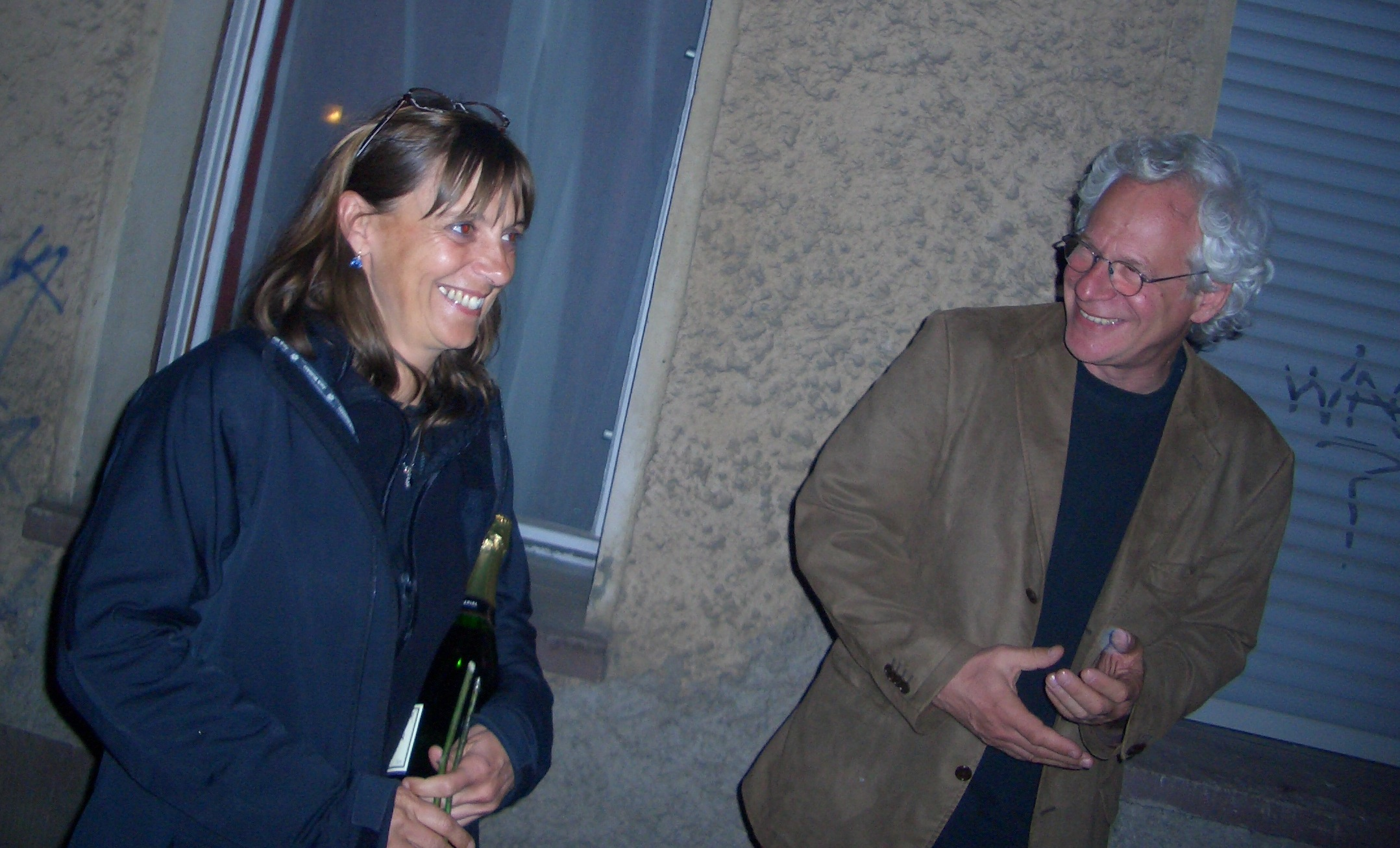
Petra Tschörtner & Peter Kahane
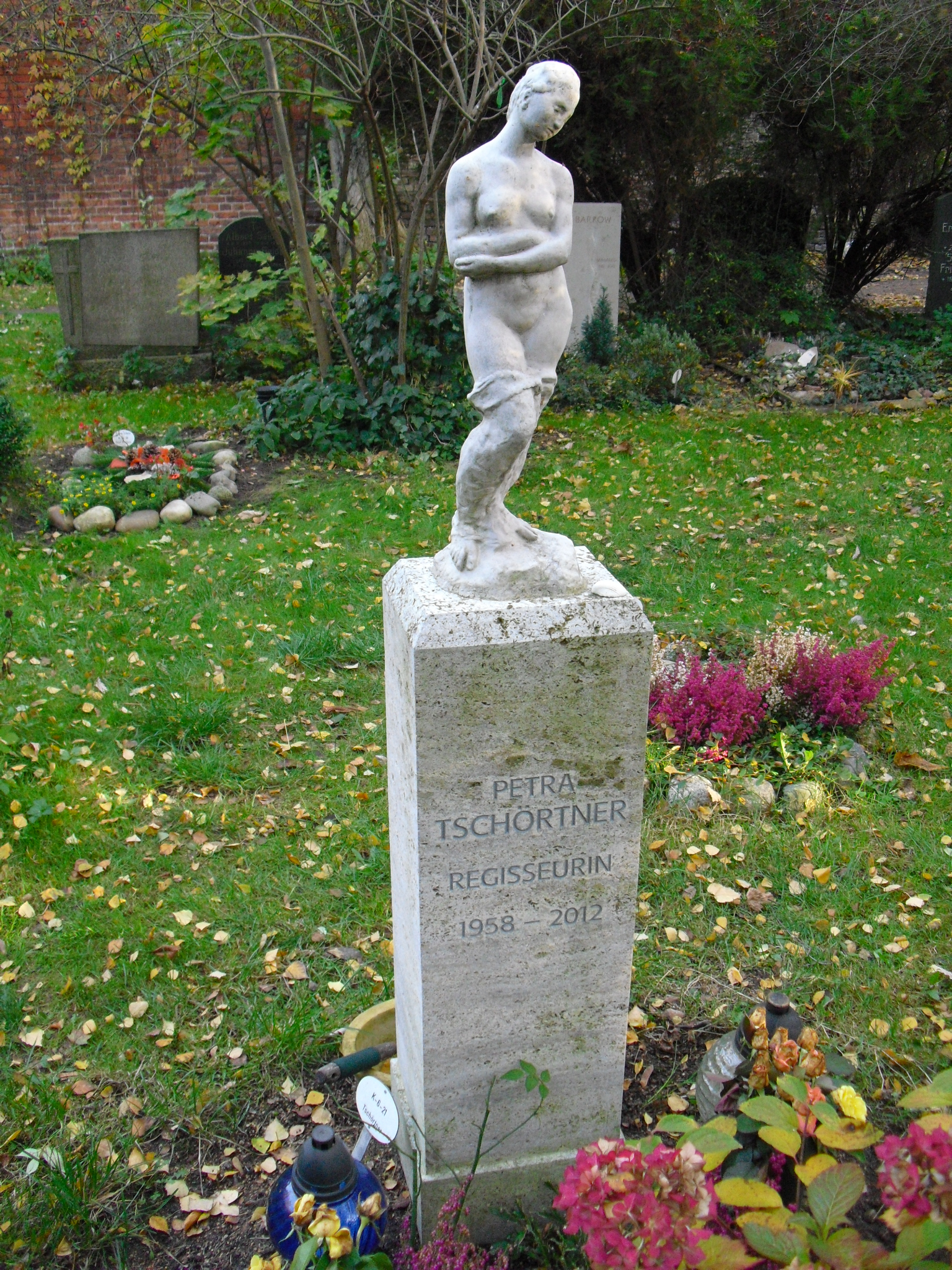
Grabstein auf dem Neuen Friedhof St. Marien-St. Nikolai

## Gremien
Neben ihren eigenen Filmarbeiten war sie auch immer wieder in verschiedenen Filmgremien und Festivaljurys tätig:
- 1988–1990: Vorstandsmitglied und Mitglied des Präsidiums des Verbandes der Film- und Fernsehschaffenden der DDR
- 1987/1988: Auswahlgremium und Jury der Leipziger Dokumentarfilmwoche
- 1989: Europäisches Kurzfilmfestival
- 1992: Jurymitglied Filmfest Schwerin
- 1992/93: Filmförderung Land Bremen und Mecklenburg-Vorpommern

## Filmographie
- 1978: Sabine Wulff (Darstellerin)
- 1978/1990: Heim (Regieassistentin)
- 1980: Baffy
- 1982: Femini – Rockband aus Berlin
- 1984: Hinter den Fenstern
- 1985: Weiße Wolke Carolin (Regieassistentin)
- 1985: Filmkinder
- 1986: Der Zirkus kommt
- 1986: Meine Mutter ist Lehrerin
- 1987: Unterwegs in Nikaragua
- 1988: Und die Sehnsucht bleibt …
- 1989: Schnelles Glück
- 1989: Das freie Orchester
- 1990: Unsere alten Tage
- 1990: Räume
- 1990: In Berlin 16.10.89 – 4.11.89
- 1990: Berlin – Prenzlauer Berg: Begegnungen zwischen dem 1. Mai und dem 1. Juli 1990
- 1992: Sunny
- 1992: Herzsprung (Darstellerin)
- 1994: Kinder der Sterne
- 1994: Marmor, Stein Und Eisen
- 1994: Geliebte Camencha
- 1995: Episode aus Träume
- 1995: Ruanda – Langsam vergesse ich
- 1997: Herr Giwi und die umgekehrte Emigration